# Maja Kersnik
 Maja Kersnik, slovenska igralka badmintona, * 17. april 1981.
Kersnikova je sodelovala na  Svetovnem prvenstvu v badmintonu 2005, kjer se je uvrstila v drugi krog tekmovanja, tam pa je izgubila proti nizozemki Mii Audini. 
Kersnikova je petkratna slovenska državna prvakinja v badmintonu.